# Prix Arcade au féminin
 (décembre 2023).
Si vous disposez d'ouvrages ou d'articles de référence ou si vous connaissez des sites web de qualité traitant du thème abordé ici, merci de compléter l'article en donnant les références utiles à sa vérifiabilité et en les liant à la section « Notes et références ».
Le prix Arcade au féminin est un prix littéraire québécois créé en 1992 par la revue Arcade.
Il a pour but de stimuler l’émergence de la relève au féminin en création littéraire.  Il fut attribué pour la dernière fois en 2005.

## Lauréates
| Année | 1er prix                                 | 2e prix                                         | 3e prix                                                   |
| ----- | ---------------------------------------- | ----------------------------------------------- | --------------------------------------------------------- |
| 1993  | Lorraine Pominville Présences            | Louise Villemaire Le baiser de Rodin            | Renée-Berthe Drapeau Livre d’amour                        |
| 1994  | Pierrette Laperte Fin de nuits           | Marguerite Fradette Des noyaux dans la limonade | Monique Mainville Un désir d’ailleurs                     |
| 1995  | Christine Eddie Au-delà des déchirements | Louise Villemaire Katia                         | Louise Verreault Les fées ne dansent pas toutes pour nous |
| 1996  | Aucun lauréat aucun lauréat              | Michèle Audet En ce temps-là, j’étais un animal | Marie Adam En Aquarium                                    |
| 1997  | Catherine Broué Déchirures               | Sophie Massé Poussin                            | Anne Brunelle Enfantement d’un quotidien                  |
| 1998  | Marielle Cyr Les os                      | Camille Deslauriers Il n’y a que ses mains      | Anne Peyrouse Anasthasia                                  |
| 1999  | Andrée Casgrain Histoires pour Émy       | Micheline Beaudry Marée sous la lune            | Denyse Therrien L’éternel féminin – Le corps des femmes   |
| 2000  | Anne Brunelle La Route du nord           | Françoise Beaudry-Riendeau Escapade             |                                                           |
| 2001  | Jill Côté Les petites guerrières         | Valérie Thibault Silence de buse                |                                                           |
| 2002  | Johanne Delcourt Le fil de mémoire       | Valérie Deumié Balafre amoureuse                |                                                           |

| Année | poésie                              | prose                                   |
| ----- | ----------------------------------- | --------------------------------------- |
| 2003  | Lisette Giroux Les grands nocturnes | Annie Labranche Corrida                 |
| 2004  | Marie-Belle Ouellet Natures mortes  |                                         |
| 2005  | Hélène Matte Lever du jour          | Johanne Alice Côté Me brûle, me brûlera |